# Стара Розедранка
Стара Розедранка (пол. Stara Rozedranka) — село в Польщі, у гміні Сокулка Сокульського повіту Підляського воєводства.
Населення — 194 особи (2011).
У 1975-1998 роках село належало до Білостоцького воєводства.

## Демографія
Демографічна структура станом на 31 березня 2011 року:
|          | Загалом | Допрацездатний вік | Працездатний вік | Постпрацездатний вік |
| -------- | ------- | ------------------ | ---------------- | -------------------- |
| Чоловіки | 92      | 14                 | 70               | 8                    |
| Жінки    | 102     | 21                 | 56               | 25                   |
| Разом    | 194     | 35                 | 126              | 33                   |